# Le Rêve du papillon (film, 2013)
Pour les articles homonymes, voir Le Rêve du papillon (homonymie).
Pour plus de détails, voir Fiche technique et Distribution.
Le Rêve du papillon (Kelebeğin Rüyası) est un film biographique turc écrit et réalisé par Yılmaz Erdoğan, sorti en 2013.
Il s'agit de l’histoire réelle des deux poètes vivant dans le Zonguldak, morts d’une tuberculose à un jeune âge, durant la Seconde Guerre mondiale.
En septembre 2013, il devait être présenté à la 86e cérémonie des Oscars dans la catégorie du meilleur film en langue étrangère, mais n'est pas sélectionné.

## Synopsis
À l'aube de la Deuxième Guerre mondiale, dans les années 1940, Rüştü Onur (tr) (Mert Fırat) et Muzaffer Tayyip Uslu (tr) (Kıvanç Tatlıtuğ), deux jeunes poètes qui vivent dans la ville minière de Zonguldak. Ces deux hommes rencontrent une jeune lycéenne, Suzan (Belçim Bilgin), qui devient leur muse.

## Fiche technique
Sauf indication contraire, les informations mentionnées dans cette section peuvent être confirmées par la base de données cinématographiques IMDb,  présente dans la section « Liens externes ».
- Titre original : Kelebeğin Rüyası
- Titre international : The Butterfly's Dream
- Titre français : Le Rêve du papillon
- Réalisation et scénario : Yılmaz Erdoğan
- Musique : Rahman Altın
- Directeur artistique : Hakan Yarkın
- Décors : Kivanç Baruönü
- Costumes : Gülümser Gürtunca
- Photographie : Gökhan Tiryaki
- Montage : Bora Göksingöl
- Production : Necati Akpınar et Can Yilmaz
- Production déléguée : Belçim Bilgin
- Société de production : BKM Film et Bocek Yapim
- Société de distribution : United International Pictures UIP
- Pays de production :  Turquie
- Langue originale : turc
- Format : couleur
- Genre : biographie dramatique ; historique
- Durée : 138 minutes
- Dates de sortie :
  - Allemagne : 21 février 2013 (avant-première mondiale)
  - Turquie : 22 février 2013

## Distribution
- Kıvanç Tatlıtuğ : Muzaffer Tayyip Uslu (tr)
- Mert Fırat (tr) : Rüştü Onur (tr)
- Yılmaz Erdoğan : Behçet Necatigil (tr)
- Belçim Bilgin : Suzan Özsoy
- Farah Zeynep Abdullah (tr) : Mediha Sessiz
- Ahmet Mümtaz Taylan (tr) : Zikri Özsoy
- Taner Birsel (tr) : İsmail Uslu
- Devrim Yakut (tr) : Fikriye Onur
- İpek Bilgin (tr) : Muzaffer'in Annesi
- Emin Gürsoy (tr) : Mediha'nın Babası
- Barış Çakmak (tr) : Oktay Rifat
- Salih Kalyon (tr) : Battal
- Engin Şenkan (tr) : Başhekim

## Production

### Tournage
Le tournage a lieu dans les villes turques de Zonguldak, Ereğli, Heybeliada, Büyükada, Uşak et Istanbul[réf. nécessaire].

### Musique
La musique du film est entièrement composée par Rahman Altın (tr), dont la bande originale est sortie en 2018 :
Liste de pistes
1. Belki
2. Kelebeğin Rüyası
3. Piknik
4. Sanatoryum
5. Anlatacak Çok Şey Var
6. Sen Varken
7. Talihsiz Adam (avec Kıvanç Tatlıtuğ)
8. Daktilo Bolluğu (avec Kıvanç Tatlıtuğ)
9. Unutmak (avec Belçim Bilgin)
10. İstanbul'a
11. Kartopu
12. Nedamet (avec Mert Fırat)
13. Öpüşmek Yasak (avec Mert Fırat)
14. Ermişin Rüyası (avec Kıvanç Tatlıtuğ)
15. Kelebek Uyandı Mı
16. Yaşadığımız (avec Kıvanç Tatlıtuğ)
17. Islık
18. Bir Koku Var Sende (avec Kıvanç Tatlıtuğ)
19. Önce Öksürüverdim
20. Aynalardan Evvel (avec Belçim Bilgin et Kıvanç Tatlıtuğ)
21. Şairler Duvarı
22. Zonguldaklı Şairler
23. Elveda Muzaffer
24. Elveda Rüştü
25. Alnımın Yazısı (avec Mert Fırat)
26. Günaydın Muzaffer Bey (avec Kıvanç Tatlıtuğ)
27. Maden

## Distinctions

### Récompenses
- World Soundtrack Awards 2013 : prix du public pour Rahman Altin
- Moondance International Film Festival 2014 :
  - Prix d'Atlantis de la meilleure musique du film pour Rahman Altin
  - Prix d'Atlantis du meilleur film pour Yilmaz Erdogan
  - Prix de la bande-son étrangère pour Rahman Altin